# Pionerbevægelsen
 Der er for få eller ingen kildehenvisninger i denne artikel, hvilket er et problem. Du kan hjælpe ved at angive troværdige kilder til de påstande, som fremføres i artiklen.

En pionerbevægelse er en organisation for børn under ledelse af et kommunistparti. Børn bliver typisk medlemmer i grundskolen og fortsætter indtil ungdomsårene. De unge bliver derefter typisk medlem af de unges kommunistliga. Før 1990'erne var der en høj grad af samarbejde mellem pionerbevægelsen og lignende bevægelser i omkring 30 lande, koordineret af en international organisation, International Committee of Children's and Adolescents' Movements (fransk: Comité international des mouvements d'enfants et d'adolescents, CIMEA), grundlagt i 1958, med hovedkvarter i Budapest.
| Forening eller organisation | Spire Denne artikel om en forening eller organisation er en spire som bør udbygges. Du er velkommen til at hjælpe Wikipedia ved at udvide den. |